# Herzogtum Livland

Wappen des Herzogtums. Die Initialen stehen für Sigismundus Augustus

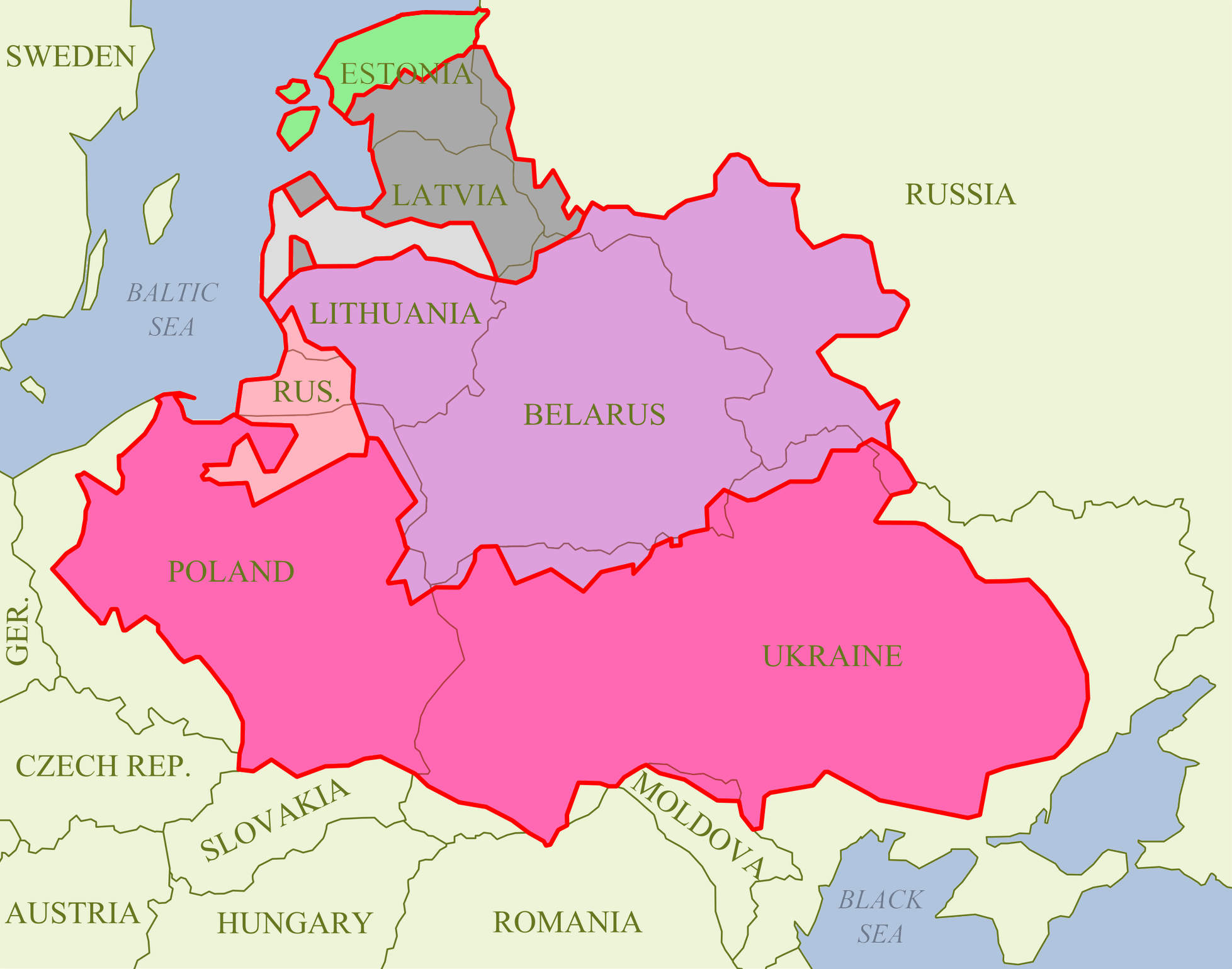
Herzogtum Livland (dunkelgrau) in der Republik Polen-Litauen in den Grenzen von 1619

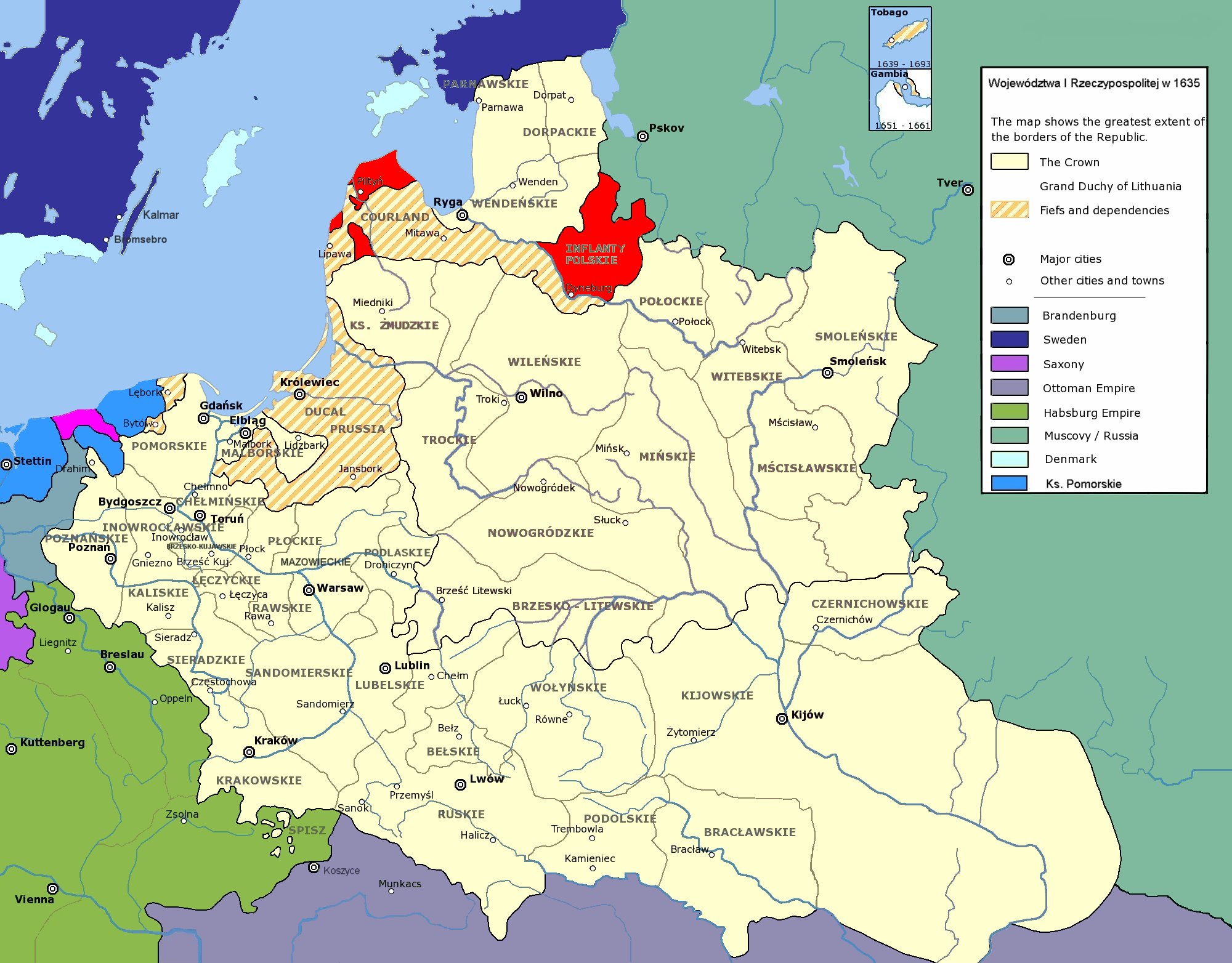
Gebiete des Herzogtums Livland (rot), die ab den 1620ern als Polnisch-Livland bei Polen-Litauen verblieben

Das Herzogtum Livland (polnisch Księstwo Inflanckie oder Księstwo Zadźwińskie, lateinisch Ducatus Ultradunensis „Herzogtum jenseits der Düna“) war von 1561/1566 bis 1629/1660 ein Titularherzogtum und (ab 1561) eine Verwaltungseinheit des Großfürstentums Litauen und später (ab 1569), als polnisch-litauisches Kondominium, Teil der Republik Polen-Litauen.
In ihrer Titulatur erhoben die Herrscher Polen-Litauens den Anspruch auch Herzöge von Livland zu sein.

## Entstehung
Nach Abschluss der Union von Wilna 1561 kamen weite Teile des Deutschordensstaates in Livland unter litauische Oberhoheit. Gleichzeitig wurden die geistlichen Besitzungen säkularisiert. Der livländische Teil des Deutschen Ordens hörte auf zu bestehen. Aus dem südwestlichen Teil bildete sich das Herzogtum Kurland und Semgallen, welches unter dem letzten Landmeister Gotthard Kettler als Vasallenstaat eine relative Autonomie bewahrte.
Aus Riga und den Gebieten nördlich der Düna wurde 1566 das Herzogtum Livland als Titularherzogtum konstituiert, welches nach der Union von Lublin 1569 unter direkter Herrschaft Polen-Litauens als Kondominium beider Reichsteile stand. Dieses Herzogtum war in die Wojewodschaften Wenden, Pernau und Dorpat unterteilt. Der Besitz des Bischofs von Kurland, der in Pilten im Gebiet des Herzogs von Kurland und Semgallen residierte, wurde zeitweise ebenfalls vom Herzogtum Livland aus verwaltet.
Da sich die Stadt Riga der katholischen Gegenreformation widersetzte, wurde Wenden als Sitz des Bischofs von Livland gewählt.
Im Krieg gegen Schweden 1621–1629 gingen große Teile des Herzogtums Livland als Schwedisch-Livland an das Königreich Schweden verloren. Im 2. Nordischen Krieg konnten russische Truppen 1656–1658 über den verbleibenden östlichen Teil bis nach Riga eindringen, während Polen-Litauen 1659 in einer Offensive wiederum die Schweden im Norden zurückdrängte und so kurzzeitig das Kerngebiet des Herzogtums um Wenden wiederherstellte. Die Gebietsverluste von 1629 an die Schweden wurden im Vertrag von Oliva 1660 endgültig völkerrechtlich anerkannt.
Nach Abschluss des Vertrags von Andrussowo 1667 gab das Zarentum Russland schließlich die im Krieg von 1654 bis 1667 besetzt gehaltenen östlichen Teile des Herzogtums heraus, welche bereits ab den 1620ern als Wojewodschaft Livland (polnisch Województwo inflanckie) verwaltet wurden und auch als Polnisch-Livland bekannt sind.